# Татры
Та́тры (словац. и пол. Tatry) — горный массив, наивысшая часть Карпат, находящаяся в Словакии (3/4 площади) и Польше, часть Фатранско-Татранской области.
Наивысшая точка Татр — гора Герлаховски-Штит, 2655 метров. В Татрах насчитывается 25 пиков высотой более 2500 метров.
Татры делятся на:
- Западные Татры:
  - Червене Врхи
  - Липтовские Татры
  - Липтовские Копы
  - Особита
  - Рогаче
  - Сивый Врх
- Восточные Татры[словац.]:
  - Высокие Татры
  - Бельянские Татры

## Климат
Климат Татр подобен альпийскому. Он характеризуется частыми изменениями погодных условий, значительными колебаниями температур, значительными облачностью и количеством осадков преимущественно в виде снега (на высокогорье даже летом). Снежный покров сохраняется до мая — июня (кое-где может держаться круглогодично), часты сильные ветры западного и юго-западного направлений. Большинство погодных явлений связано с прохождением атмосферных фронтов.
Абсолютные минимум и максимум температуры на вершине Каспровы-Верх (1970 метров над уровнем моря) составляют соответственно −39,5 °C (февраль 1929 года) и +30,2 °C (август 1943 года). Высота снежного покрова в марте достигает трёх метров, часты сходы снежных лавин. Зимой наблюдаются инверсии температур.

## Туризм и охрана природы
И словацкая, и польская стороны гор находятся под охраной словацкого и польского татранских национальных заповедников (соответственно Tatranský národný park (TANAP) и Tatrzański Park Narodowy), которые сотрудничают с 1954 года. В 1993 году Татры были занесены в список биосферных заповедников ЮНЕСКО.
В Словакии тропы в Татрах над горными хижинами закрыты с 1 ноября по 15 июня. За нарушение запрета предусмотрен штраф. В Польше тропы открыты круглый год. Туристическим центром с польской стороны является город Закопане, со словацкой — Попрад.

## Антропогенное влияние
В XVIII—XIX веках, когда Татры использовались для выпаса овец, множество деревьев вырубили, чтобы освободить земли для пастбищ. Хотя эти виды деятельности были прекращены, последствия всё ещё заметны. Кроме того, со временем возникли новые актуальные проблемы, в частности загрязнения от промышленно развитых регионов — Кракова, Остравы и Оравы, — а также из-за неконтролируемого туризма.
Словацкий Национальный парк Татр (Tatranský národný park, TANAP) был основан в 1949 году. Национальный парк польских Татр (Tatrzański Park Narodowy) учреждён в 1954-м. Обе области включены ЮНЕСКО в список биосферных заповедников в 1993 году.
В южной части Высоких Татр большая часть лесов 19 ноября 2004 года серьёзно пострадала от сильных штормовых ветров. Три миллиона кубометров леса было уничтожено, два человека погибли, несколько деревень были полностью отрезаны от цивилизации. В дальнейшем повреждение лесного покрова усугубилось лесными пожарами, и его восстановление, как утверждают экологи, займёт много лет.

## Другое
Чешская автомобилестроительная компания «Tatra» названа в честь данной горной системы[значимость факта?].